# Elymus scabriglumis
Elymus scabriglumis là một loài thực vật có hoa trong họ Hòa thảo. Loài này được (Hack.) Á.Löve mô tả khoa học đầu tiên năm 1984.